# Heliconius besckei
Espèce
Heliconius besckei est un insecte lépidoptère appartenant à la famille des Nymphalidae, à la sous-famille des Heliconiinae et au genre Heliconius.

## Taxinomie
Heliconius besckei a été décrit par Édouard Ménétries en 1847 sous le nom de Heliconia besckei.

### Eorme
- Heliconius besckei f. intermixta Neustetter, 1931;; présent au Brésil dans la région du Rio de Janeiro[1].

## Description
C'est un grand papillon d'une envergure de 70 mm à 80 mm, aux ailes allongées et arrondies de couleur marron. Les ailes antérieures sont barrées d'une large bande rose partant des 2/3 du bord costal et ornées d'une ligne blanche partant de la base, les ailes postérieures sont ornées d'une large bande blanche partant du bord interne près de la base.
Le revers est semblable, en moins coloré.

## Biologie

### Plantes hôtes
Les plantes hôtes de sa chenille sont des Passifloraceae, Passiflora actinia, Passiflora caerulea, Passiflora edulis, Passiflora menispermifolia et Passiflora vellozii.

## Écologie et distribution
Heliconius besckei est présent dans le sud du Brésil.

## Protection
Pas de statut de protection particulier.